# 北海道社会事業協会洞爺病院
北海道社会事業協会洞爺病院（ほっかいどうしゃかいじぎょうきょうかいとうやびょういん）は、北海道虻田郡洞爺湖町にある病院。通称洞爺協会病院。

## 沿革
- 1930年（昭和05年）：愛国婦人会北海道支部が「愛国婦人会北海道支部洞爺湖温泉診療所」創立[1]。
- 1933年（昭和08年）：診療所を療養所と改称[1]。
- 1935年（昭和10年）：「洞爺湖温泉病院」と改称[1]。
- 1942年（昭和17年）：愛国婦人会が解散となり、北海道社会事業協会が財団法人「北海道社会事業協会附属洞爺愛国病院」として継承[1]。
- 1949年（昭和24年）：火災のため院舎の大部分を焼失[1]。
- 1951年（昭和26年）：林野庁共済組合洞爺療養所併設（1961年に建物や備品を譲受）[1]。
- 1952年（昭和27年）：社会福祉法人「北海道社会事業協会洞爺愛国病院」と改称[1]。
- 1963年（昭和38年）：「北海道社会事業協会洞爺病院」と改称[1]。
- 1965年（昭和40年）：脳卒中リハビリテーションセンター設置[1]。
- 1977年（昭和52年）：有珠山噴火により一時避難[1]。
- 1997年（平成09年）：洞爺コスモス訪問看護ステーション開設[1]。
- 1998年（平成10年）：虻田町在宅介護支援センターえんじゅ開設[1]。
- 1999年（平成11年）：通所リハビリテーションあいりす設置[1]。
- 2000年（平成12年）：在宅介護支援事業所えんじゅ、ヘルパーステーションあじ彩設置[1]。有珠山噴火により病院を一時休止。仮設のとうや協会診療所開設（2003年廃止）[1]。
- 2002年（平成14年）：高砂診療所（2003年廃止）、総合在宅ケアセンターとうや開設[1][2]。
- 2003年（平成15年）：現在地に新築移転[1][3]。
- 2006年（平成18年）：訪問リハビリテーションアスター設置[1]。

## 診療科等
診療科
- 内科
- 消化器内科
- 外科
- 整形外科
- リハビリテーション科
- 小児科
- 泌尿器科
- 歯科口腔外科（完全予約制）

部門
- 看護部
- 事務部
- 薬剤部
- 診療放射線科
- 臨床検査科
- リハビリテーション
- 栄養科
- 地域医療課

## 関連施設
- 総合在宅ケアセンターとうや

## アクセス・駐車場
- 道央自動車道虻田洞爺湖ICから車で約3分
- 北海道旅客鉄道（JR北海道）洞爺駅から徒歩約10分
- 駐車場：87台